# 格魯濟克 (克羅列韋茨區)
51°36′23″N 33°26′31″E / 51.60639°N 33.44194°E
赫魯茲凱（烏克蘭語：Грузьке）是位於烏克蘭東北部的村莊，由蘇梅州科諾托普區的克羅萊韋茨市鎮負責管轄。該村距離莫斯季謝和塔拉西夫卡1.5公里，海拔高度152米，2001年人口881。